# Túnel de La Cabrera (Venezuela)
El túnel de La Cabrera es el nombre que recibe un túnel carretero en la ciudad de Maracay, al oeste del Estado Aragua justo colindando con el Estado Carabobo, al centro norte del país sudamericano de Venezuela.

## Descripción
Posee un largo de 520 metros y fue inaugurado en 1960. Es uno de los dos túneles de la Autopista Caracas-Valencia (localizándose en el kilómetro 121 y siendo llamada también Autopista Regional del Centro). Se trata de una de las vías más importantes de la región, puesto que permite la comunicación entre los estados Aragua y Carabobo.
Fue construido en su mayor parte bajo la dictadura del General Marcos Pérez Jiménez y recibió ese nombre debido al sector donde se localiza, el morro de Serranía La Cabrera. No debe confundirse con otro túnel ferroviario más largo y reciente que forma parte del sistema ferroviario nacional de Venezuela.
Como parte del Plan Nacional de Mantenimiento Vial, el túnel fue rehabilitado en 2013 a un costo de 16 millones de bolívares aportados por el Ministerio de Transporte y comunicaciones de Venezuela. Se instaló un nuevo sistema de iluminación, se realizaron obras de remarcado y se incorporaron ojos de gato.